# Sereth (Einheit)
Sereth war ein hebräisches Längenmaß. Es entsprach der Spanne. Es galt eigentlich als das kleine Fußmaß.
- 1 Sereth = 24,75 Zentimeter (0,2771 Meter[1])